# Фантомное питание
Фантомное питание — одновременная передача по одним проводам питания постоянного тока и информационных сигналов.

## В звукозаписи

Фантомное питание и предусилитель на полевом транзисторе электретного микрофона

Чаще всего используется при подключении конденсаторных микрофонов.
Источники фантомного питания часто встроены в микшерные пульты, микрофонные предусилители и подобное оборудование. В традиционных конденсаторных микрофонах фантомное питание используется не только для питания схемы микрофона, но и для поляризации. Микрофоны, требующие фантомного питания, сегодня чаще всего подключаются при помощи разъёма XLR.
Преимущество такой схемы состоит в экономии меди, но на практике есть некоторые сложности — например, если микрофонный вход скоммутирован с несбалансированным источником сигнала, случайное включение фантомного питания может привести к поломке прибора, так как на него будет подано напряжение 48 В (на сбалансированные источники сигнала фантомное питание не оказывает негативного воздействия).
Также при работе с приборами, требующими фантомного питания (например, конденсаторными микрофонами или директ-боксами), всегда следует помнить, что включать или выключать прибор в сети следует только при закрытом канале сигнального тракта. В противном случае сильный импульс даст скачок напряжения на выходе.

## В компьютерных сетях
Подачу электрического питания устройствам, подключаемым к сетям Ethernet (IP-видеокамеры, точки доступа, IP-телефоны и др.) описывает стандарт IEEE 802.3af.

## В охранной технике
Цифровые двухконтактные электронные ключи ibutton с протоколом 1-Wire, которые получили широкое распространение в домофонах.

## Пожарная сигнализация
Токопотребляющие извещатели могут питаться по шлейфу. Для безадресных извещателей передача сигнала о пожаре передается увеличением токопотребления. Адресные извещатели передают кодированный сигнал по тому же шлейфу, по которому получают питание.

## В активных антеннах эфирного телевещания
Коаксиальным кабелем соединены принимающая антенна и приёмник (телевизор). Сигнал от антенны достигает приёмника одновременно с тем как питание малошумящего усилителя, вмонтированного в антенну, подаётся со стороны приёмника.

## В кабельном телевидении
Фантомное питание по магистральному кабелю применяется для дистанционного резервного питания магистральных и субмагистральных усилителей.

## В измерительной технике
Широко распространено фантомное питание различных датчиков. Встречаются датчики с выходом по напряжению, но наиболее распространена аналоговая токовая петля. При этом датчик потребляет от прибора ток, изменяющийся в диапазоне от 4 мА до 20 мА в зависимости от величины сигнала.